# Explante
Um explante é uma célula, tecido ou órgão de uma planta usado para iniciar culturas in vitro. 
Os explantes devem ser retirados de partes de plantas em crescimento activo que não tenham passado por qualquer tipo de "stress" como seca, temperaturas demasiadamente altas ou baixas, carência mineral e ataque de pragas ou doenças.